# Pogórze Rożnowskie

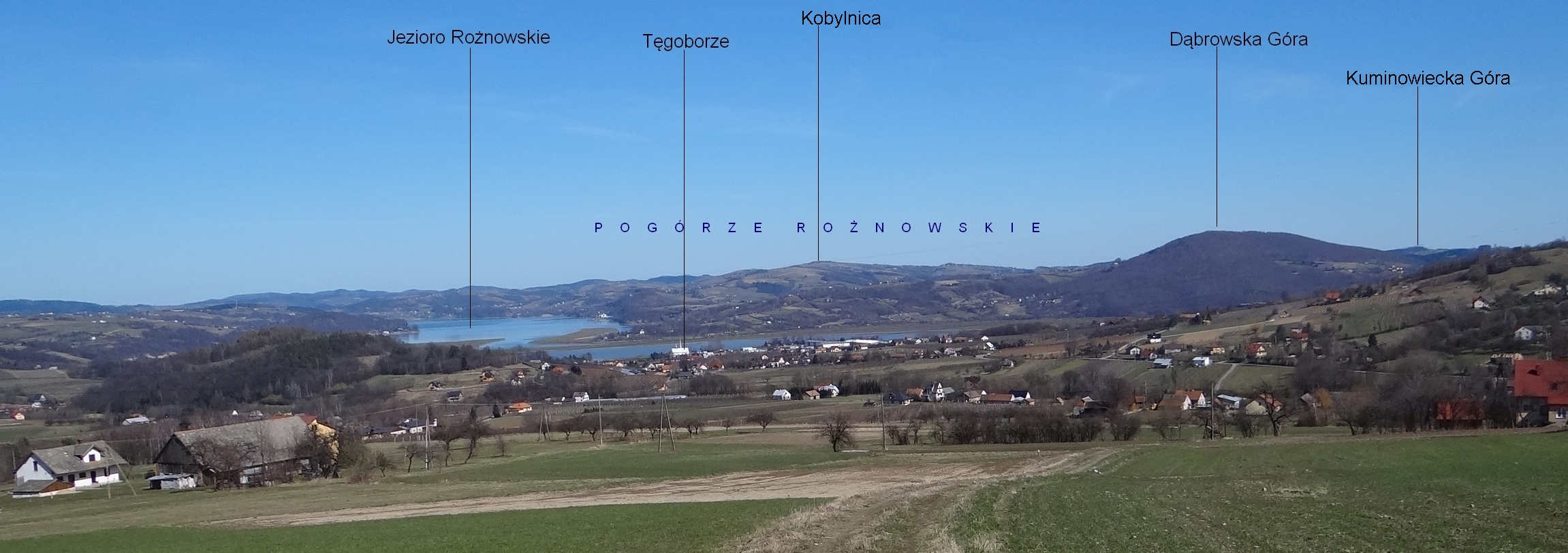
Zachodnia część Pogórza Rożnowskiego

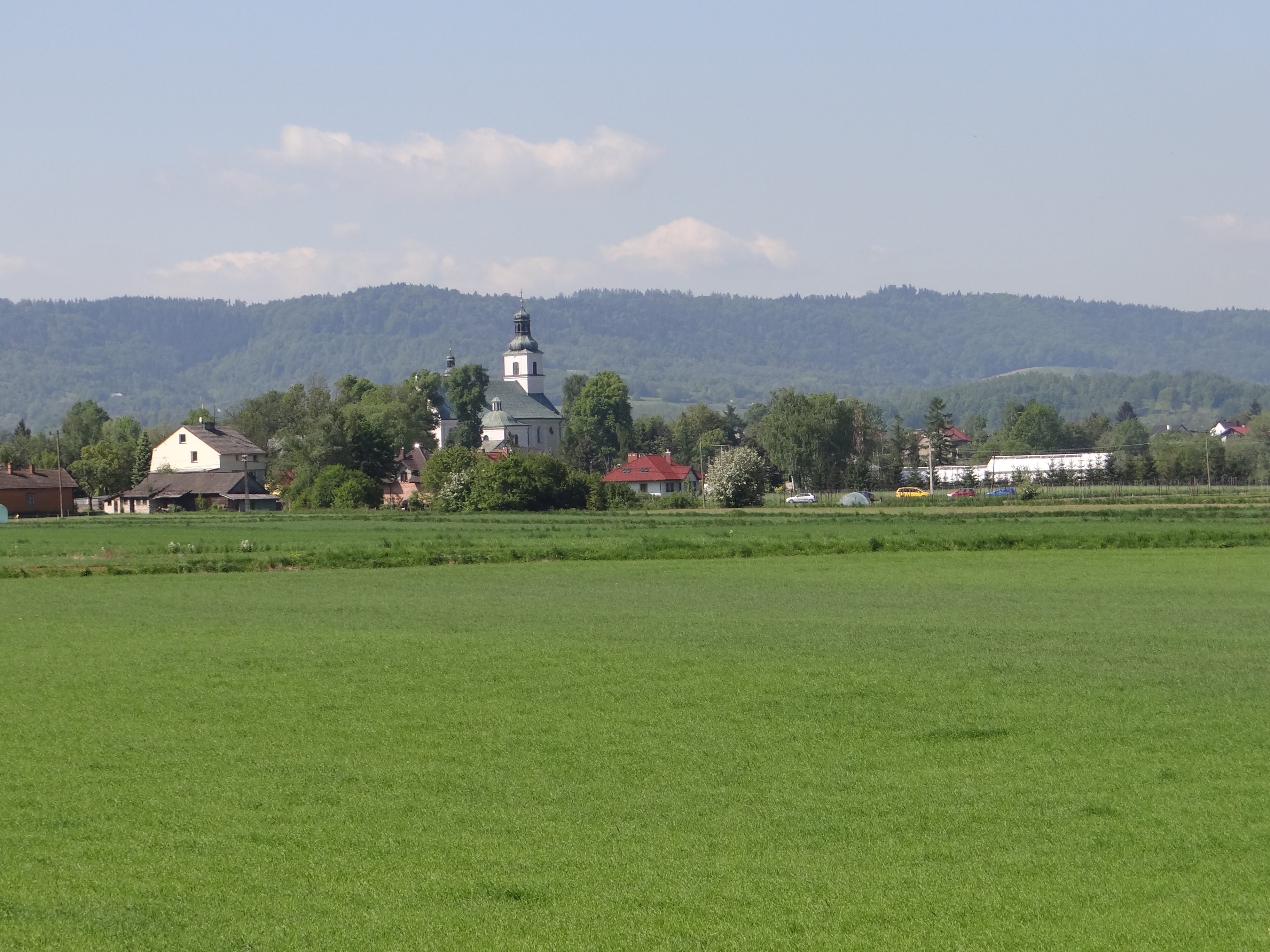
Zakliczyn i pasmo Mogiły

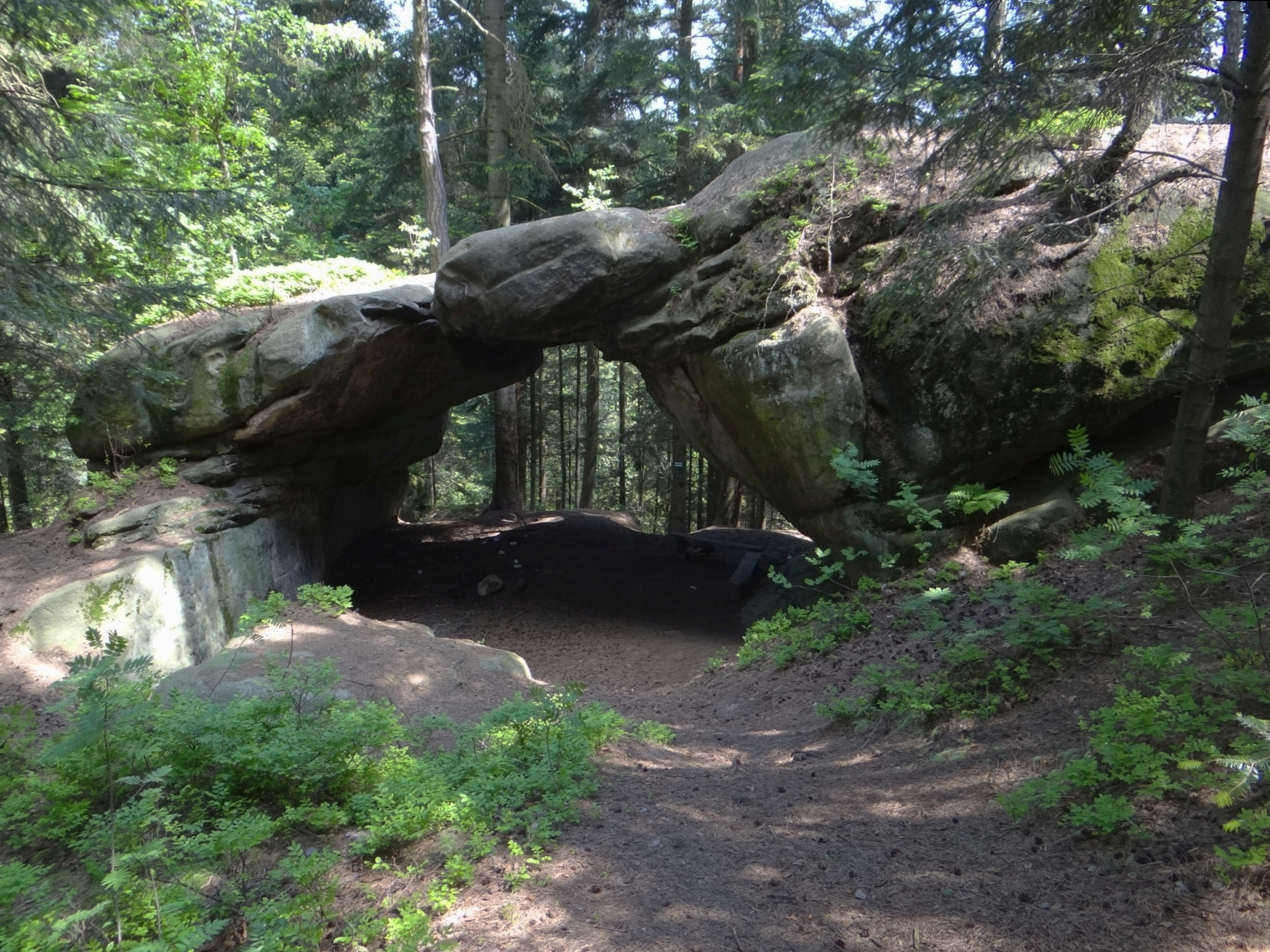
Diable Boisko w Pławnej

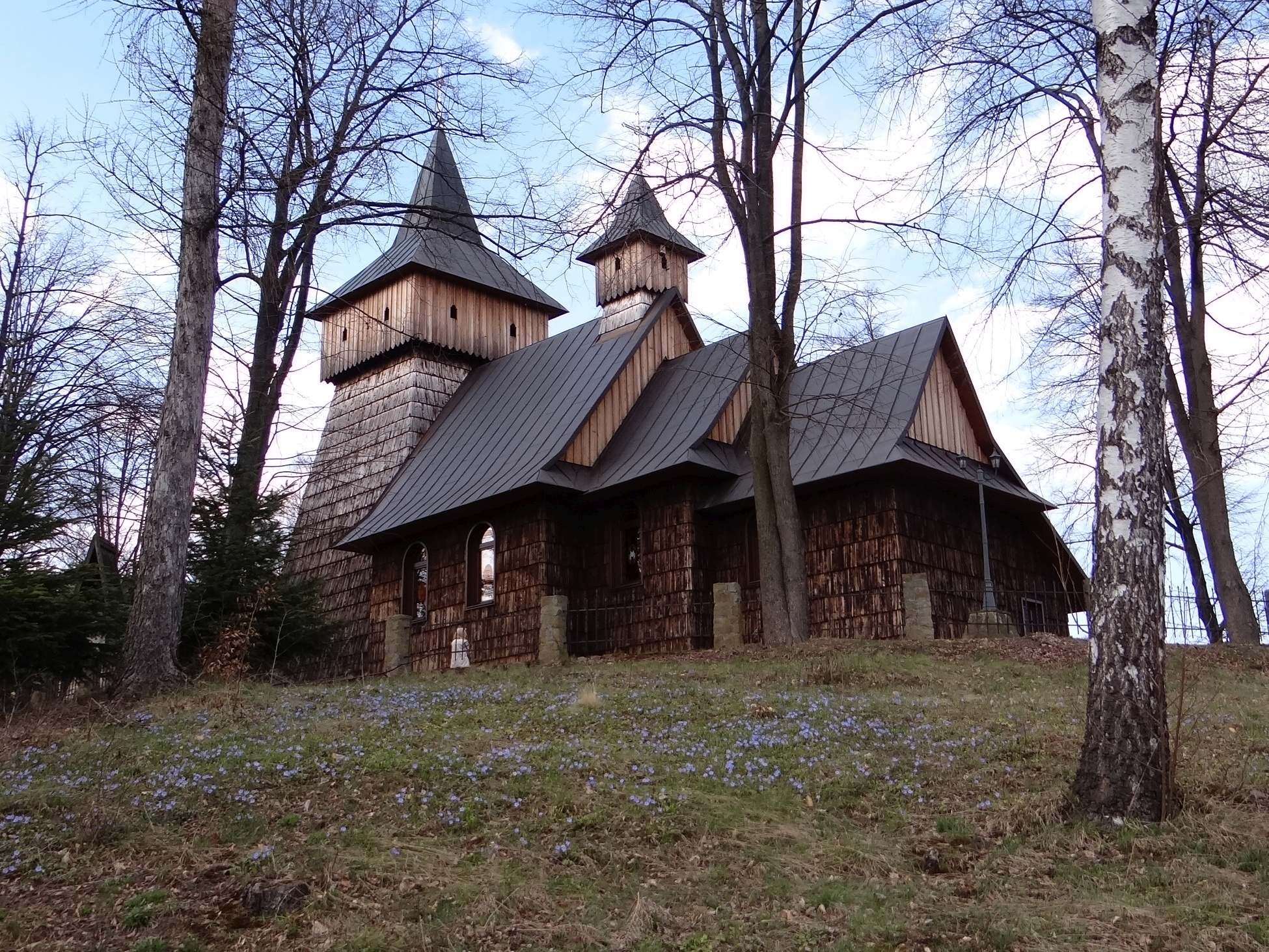
Zabytkowy kościół w Bukowcu

Pogórze Rożnowskie (513.61) – mezoregion geograficzny w południowej Polsce.
Pogórze Rożnowskie leży bezpośrednio na północ od zachodniej części Beskidu Niskiego. Maksymalna szerokość pogórza dochodzi do 20 km. Czasami zaliczane jest do Pogórza Ciężkowickiego. Najwyższym wzniesieniem jest Dąbrowska Góra (583 m) nad Jeziorem Rożnowskim.

## Topografia
Granice
Od zachodu graniczy z Pogórzem Wiśnickim (granicę stanowi dolina Dunajca), od wschodu z Pogórzem Ciężkowickim (rozdziela je dolina Białej). Granicę północną trudniej wyznaczyć jednoznacznie, dlatego umownie przyjmuje się, że przebiega wzdłuż linii kolejowej Kraków – Tarnów. Ma ona zaledwie 6 km długości. Granica południowa biegnie od Grybowa tylko na krótkim odcinku linią kolejową Grybów – Nowy Sącz, dalej północno-wschodnimi podnóżami Rosochatki i Jodłowej Góry, które należą już do Beskidu Niskiego, oraz obrzeżem Kotliny Sądeckiej. W najszerszym miejscu Pogórze Rożnowskie w kierunku równoleżnikowym ma szerokość 20 km.
Rzeźba terenu
Region cechuje się urozmaiconą rzeźbą, wysokimi wzniesieniami oraz głęboko wciętymi dolinami Dunajca, Białej i ich dopływów. Wysokość wierzchowin na działach wodnych przekracza 500 m n.p.m. Niektóre ze wzniesień na tych wierzchowinach mają charakter małych gór, np. Dąbrowska Góra (583 m), Kobylnica (582 m) i inne. Większe z wierzchowin to:
- rozróg Wału (na północy),
- pasmo Mogiły, Styru i Suchej Góry, ciągnące się równoleżnikowo od Czchowa do Gromnika,
- grupa Rosulca, Bukowca i Jamnej,
- pasmo Żebraczki.
- masyw Majdanu nad Jeziorem Rożnowskim i pasmo Ostryża.

## Opis regionu
W obrębie regionu znajdują się dwa zbiorniki wodne: Jezioro Rożnowskie (16,9 km²) i Jezioro Czchowskie (3,5 km²), ich lokalizacje w krętej, przełomowej dolinie Dunajca nadaje regionowi szczególne walory krajobrazowe. Jedynym miastem w całości leżącym na Pogórzu Rożnowskim jest Zakliczyn, na granicy regionu znajdują się Bobowa i Grybów.
Przyroda należy do średnio przekształconych w wyniku działalności człowieka. W użytkowaniu przeważają pola uprawne i łąki, lasy zachowały się na bardzo stromych stokach. Na najlepiej zachowanych obszarach regionu utworzono Ciężkowicko-Rożnowski Park Krajobrazowy. Istnieją dwa rezerwaty przyrody – Diable Skały i Styr. Z ciekawszych pomników przyrody warto wymienić skałę Wieprzek i Diable Boisko.

## Turystyka
Szlaki turystyki pieszej
 Rożnów – pd. zbocza góry Majdan (512 m) – Bartkowa-Posadowa – Przydonica – Żebraczka (502 m) – Bukowiec – Falkowa (506 m) – Bruśnik – Styrek (430 m) – Kąśna Dolna – Ciężkowice. Szlak długodystansowy, prowadzący z Tarnowa przez Pogórze Ciężkowickie, Rożnowskie, Beskid Wyspowy, Gorce, Pieniny i Beskid Sądecki
 Czchów – Piaski-Drużków – szczyt Głowaczka – szczyt Sucha Góra – Ruda Kameralna – Mogiła (478 m) – Styr (460 m) – Sucha Góra (Budzyń) (396 m) – Sucha Góra (360 m) – Polichty – Gromnik (województwo małopolskie) – Babia Góra (327 m) – Wał (523 m) – Lubinka
 Bartkowa-Posadowa – Majdan (512 m) – Ostryż (447 m) – Ostryż Płd. (417 m) – Jamna (490 m) – Rosulec (Jastrzębia Góra) (516 m) – Jastrzębia – Sucha Góra (Budzyń) (396 m) – Sucha Góra (360 m) – Brzozowa – Siemiechów – Wielkie Góry (Jurasówka) (458 m) – Wał (523 m) – Pleśna=
 Bobowa – Brzana – Bukowiec – Diable Skały – Jamna
 Jamna – skała Wieprzek – Jastrzębia
 Jamna – Rosulec – Styr Południowy
Szlaki rowerowePogórze Rożnowskie jest doskonałym terenem dla turystyki rowerowej. Wyznakowano kilkanaście tras rowerowych, najdłuższa prowadzi z Tarnowa do Jamnej (73 km).
Niektóre atrakcje turystyczne
- rozległe panoramy widokowe z bezleśnych wzgórz,
- wieża widokowa w Bruśniku,
- ośrodki sportów wodnych nad Jeziorem Rożnowskim (w Rożnowie i Gródku nad Dunajcem),
- formacje skalne: Diable Skały (rezerwat przyrody z grupą ostańców skalnych), Diable Boisko (skała w postaci łuku skalnego), skała Wieprzek, Skałki Siekierczyńskie
- liczne cmentarze wojenne z okresu I wojny światowej,
- miejsca pamięci ofiar II wojny światowej i walk AK,
- zabytki architektury drewnianej (liczne zabytkowe kościoły),
- muzea: dwór I.J. Paderewskiego w Kąśnej Dolnej, muzeum parafialne w Tropiu, Galeria „Koronki Klockowe” w Bobowej,
- instytucja artystyczna: Europejskie Centrum Muzyki Krzysztofa Pendereckiego w Lusławicach wraz z zespołem dworsko-parkowym.